# Curtis Hanson
Curtis Lee Hanson (Reno, 24 marzo 1945 – Los Angeles, 20 settembre 2016) è stato un regista, sceneggiatore e produttore cinematografico statunitense.
Diresse i celebri film L.A. Confidential, per cui vinse un Oscar alla migliore sceneggiatura non originale, e 8 Mile, interpretato da Eminem.

## Carriera cinematografica
Dopo aver esordito alla regia negli anni settanta, raggiunse il successo di pubblico e critica con La mano sulla culla (1992), con Rebecca De Mornay, e The River Wild - Il fiume della paura (1994), con Meryl Streep e Kevin Bacon.
Il suo film di maggior successo è L.A. Confidential (1997), che fu candidato a nove premi Oscar. Hanson ottenne personalmente tre candidature: una per il miglior film, una come miglior regista e la terza per la miglior sceneggiatura non originale, vincendo proprio in quest'ultima categoria. 
In seguito diresse film come Wonder Boys (2000), con Michael Douglas, e 8 Mile (2002), con Eminem (che vinsero entrambi l'Oscar per la miglior canzone), e la commedia romantica In Her Shoes - Se fossi lei (2005), con Cameron Diaz.
Era compagno della produttrice Rebecca Yeldham, da cui ebbe un figlio nel 2004.
Ritiratosi nel 2012 dopo che gli era stata diagnosticata la demenza frontotemporale, morì il 20 settembre 2016 all'età di 71 anni.

## Filmografia

### Regista

#### Cinema
- Sensualità morbosa (Sweet Kill) (1974)
- Evil Town, co-regia di Larry Spiegel e Peter S. Traynor (1977)
- The Little Dragons (1979)
- Un week end da leone (Losin' it) (1983)
- La finestra della camera da letto (The Bedroom Window) (1987)
- Cattive compagnie (Bad Influence) (1990)
- La mano sulla culla (The Hand that Rocks the Cradle) (1992)
- The River Wild - Il fiume della paura (The River Wild) (1994)
- L.A. Confidential (1997)
- Wonder Boys (2000)
- 8 Mile (2002)
- In Her Shoes - Se fossi lei (In Her Shoes) (2005)
- Le regole del gioco (Lucky You) (2007)
- Chasing Mavericks - Sulla cresta dell'onda (Chasing Mavericks), co-regia di Michael Apted (2012)

#### Televisione
- I ribelli della notte (The Children of Times Square) – Film TV (1986)
- Greg the Bunny – serie TV,  un episodio (2002)
- Too Big to Fail - Il crollo dei giganti (Too Big to Fail) – Film TV (2011)

### Sceneggiatore
- Le vergini di Dunwich (The Dunwich Horror), regia di Daniel Haller (1970)
- Sensualità morbosa (Sweet Kill), regia di Curtis Hanson (1974)
- L'amico sconosciuto (The Silent Partner), regia di Daryl Duke (1978)
- Cane bianco (White Dog), regia di Samuel Fuller (1982)
- Mai gridare al lupo (Never Cry Wolf), regia di Carroll Ballard (1983)
- La finestra della camera da letto (The Bedroom Window), regia di Curtis Hanson (1987)
- L.A. Confidential, regia di Curtis Hanson (1997)
- Le regole del gioco (Lucky You), regia di Curtis Hanson (2007)